# Wilma-Boarding
Wilma-Boarding — способ посадки людей в пассажирский самолет.

## Общие сведения
Новая система посадки пассажиров «Wilma-Boarding» в настоящее время проходят тестирование в авиакомпаниях «Lufthansa» и «Swiss».
Суть новой системы: пассажиры делятся на три группы и первыми в лайнер проходят пассажиры с билетами у окон, вторыми идут пассажиры с билетами на центральные места, третья группа садится на места у прохода. Поэтому группы условно называются Window, Middle и Aisle, по месту посадки. Отсюда происходит и само название системы: «Wilma» расшифровывается как Window-Middle-Aisle — «окно-середина-проход».
Данный способ посадки в самолет экономит до 35 процентов времени, согласно исследованиям, проведенным в США. Авиакомпания Lufthansa протестировала систему Wilma-Boarding во аэропорту Франкфурта в апреле 2019 года, и тесты подтвердили эффективность данного способа посадки в самолет.
Новая система должна улучшить показатели авиакомпаний в рейтингах пунктуальности.
Полностью система «Wilma-Boarding» в вышеуказанных авиакомпаниях должна заработать в конце 2019 года.